# Берклі Тауншип (Нью-Джерсі)
Берклі Тауншип (англ. Berkeley Township) — селище (англ. township) в США, в окрузі Оушен штату Нью-Джерсі. Населення — 43 754 особи (2020).

## Демографія
Згідно з переписом 2010 року, у селищі мешкало 41 255 осіб у 20 349 домогосподарствах у складі 11 547 родин. Було 23818 помешкань
Расовий склад населення:
| - 94,8 % — білих - 1,8 % — чорних або афроамериканців - 1,1 % — азіатів - 0,1 % — корінних американців - 1,1 % — осіб інших рас |

До двох чи більше рас належало 1,0 %. Частка іспаномовних становила 4,9 % від усіх жителів.
За віковим діапазоном населення розподілялося таким чином: 11,9 % — особи молодші 18 років, 44,7 % — особи у віці 18—64 років, 43,4 % — особи у віці 65 років та старші. Медіана віку мешканця становила 61,1 року. На 100 осіб жіночої статі у селищі припадало 81,5 чоловіків;  на 100 жінок у віці від 18 років та старших — 78,6 чоловіків також старших 18 років.
Середній дохід на одне домашнє господарство  становив 60 825 доларів США (медіана — 43 942), а середній дохід на одну сім'ю — 77 590 доларів (медіана — 64 518). Медіана доходів становила 60 328 доларів для чоловіків та 42 464 долари для жінок. За межею бідності перебувало 7,6 % осіб, у тому числі 13,9 % дітей у віці до 18 років та 6,3 % осіб у віці 65 років та старших.
Цивільне працевлаштоване населення становило 14 153 особи. Основні галузі зайнятості: освіта, охорона здоров'я та соціальна допомога — 25,1 %, роздрібна торгівля — 13,8 %, науковці, спеціалісти, менеджери — 10,0 %, публічна адміністрація — 7,9 %.